# Typhloceuthophilus
Typhloceuthophilus is een geslacht van rechtvleugeligen uit de familie grottensprinkhanen (Rhaphidophoridae). De wetenschappelijke naam van dit geslacht is voor het eerst geldig gepubliceerd in 1940 door Hubbell.

## Soorten
Het geslacht Typhloceuthophilus  is monotypisch en omvat slechts de volgende soort:
- Typhloceuthophilus floridanus (Hubbell, 1940)